# Scapogoephanes rhodesicus
Scapogoephanes rhodesicus là một loài bọ cánh cứng trong họ Cerambycidae.